# Euamiana
Euamiana is een geslacht van vlinders van de familie uilen (Noctuidae), uit de onderfamilie Hadeninae.

## Soorten
- E. contrasta Barnes & McDunnough, 1910
- E. dissimilis Barnes & McDunnough, 1910
- E. torniplaga Barnes & McDunnough, 1916